# Laminação a quente
Laminação a quente é um processo de laminação de metais e ligas, que acontece acima da temperatura de recristalização do material (50% do ponto de fusão).

## Processo
A placa, chapa ou tira a ser laminada é reaquecida em fornos. Em seguida, passa através de grandes cilindros, que a comprimem de modo a diminuir sua espessura.
O processo é aplicado em chapas de aço para fabricação de carroçarias de automóveis e construção de navios. Também se utiliza na produção de chapas de alumínio, usadas nas latas de bebidas.